# Johannes' hemmelighed
Johannes' hemmelighed er en dansk film fra 1985, med manuskript og instruktion Åke Sandgren.

## Medvirkende
Blandt de medvirkende kan nævnes:
- Ina-Miriam Rosenbaum
- Kirsten Olesen
- Claus Strandberg
- Poul Thomsen
- Bodil Lindorff
- Karen-Lise Mynster
- Nis Bank-Mikkelsen